# Jules-Antoine Legrain
Pour les articles homonymes, voir Legrain.
Jules-Antoine Legrain, ou Jules Legrain, né le 9 janvier 1834 à Paris où il est mort le 7 juin 1906, est un peintre français.

## Biographie
Jules-Antoine Legrain est le fils de Jean Baptiste et de Louise Charlotte de Monet.
Élève de Léon Cogniet, de Tony Robert-Fleury et d'Ernest Hébert, il expose au Salon de 1865 à 1897.
En 1871, il épouse Augustine Léonie Noyelles.
Il travaille à la Manufacture de Sèvres, sous la direction de Théodore Deck, en tant que peintre décorateur et devient professeur de dessin à l'École spéciale d'architecture.
Il est récompensé d'une médaille d'or à l'Exposition internationale de Vienne en 1873 et d'une médaille d'or, avec Théodore Deck et François-Émile Ehrmann, à l'Exposition universelle de 1878 à Paris. À l'Exposition internationale d'Amsterdam en 1883, il peint les allégories Le Commerce et La Navigation, conçues par François-Émile Ehrmann également, qui ornent la façade du pavillon français,,.
Il meurt à son domicile rue du Départ à l'âge de 72 ans. Entre fin 1908 et début 1909, une exposition posthume de ses œuvres est organisée rue Vauquelin à Paris,.

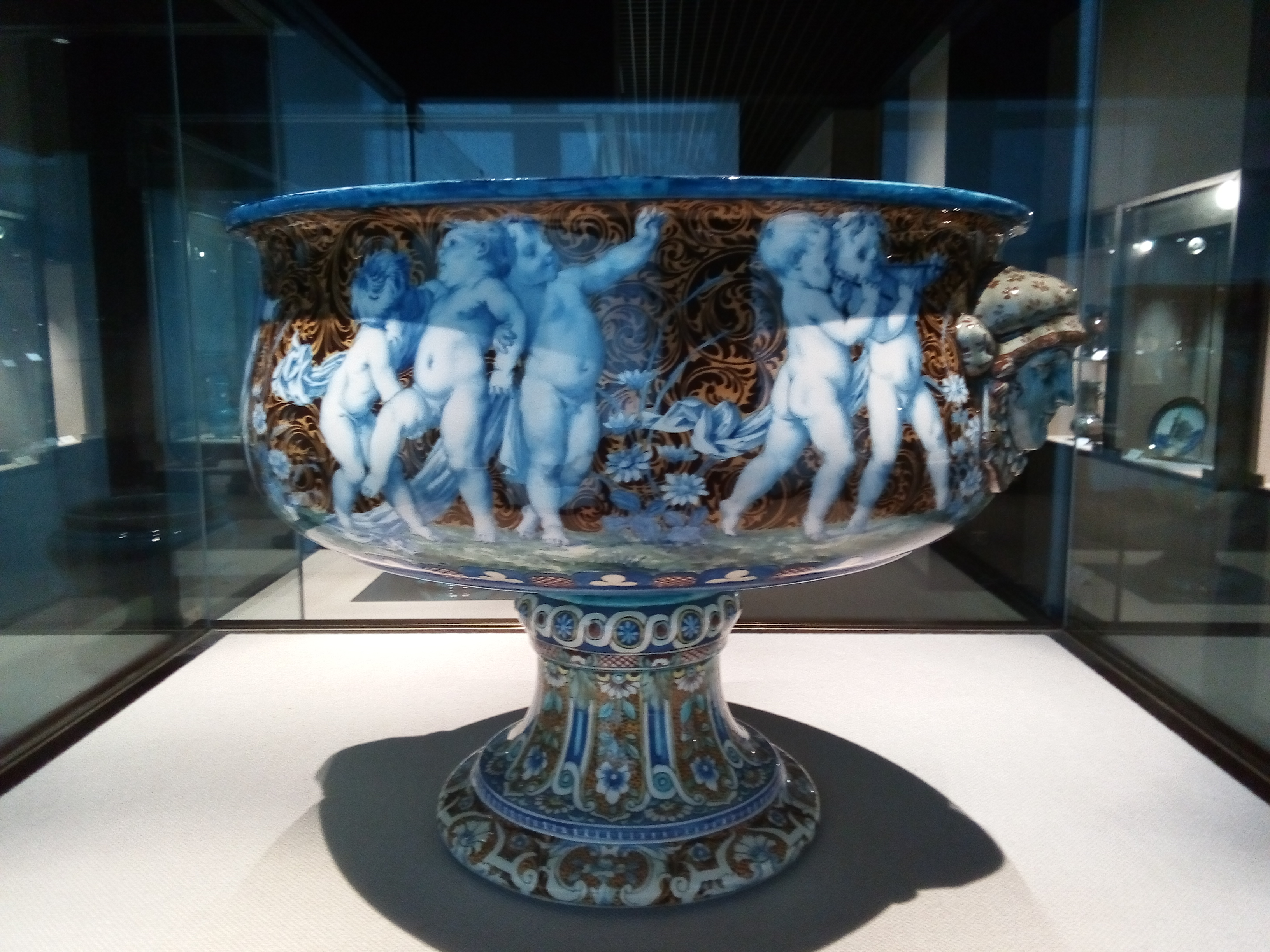
Coupe aux amours, musée Théodore Deck.

## Œuvres exposées aux Salons parisiens
- Néréïdes attaquées par des Tritons, au Salon de 1865, panneau décoratif
- L'Automne, au Salon de 1868, faïence
- Enfants, au Salon de 1868, faïence
- Les Vendanges, au Salon de 1869, panneau décoratif
- Le Printemps, au Salon de 1869, faïence
- Le Triomphe de l'Amour, au Salon de 1870
- Enfants, au Salon de 1874, aquarelle
- Le Ruisseau, au Salon de 1875
- Automne, au Salon de 1883
- Études, au Salon de 1886
- Amours et enfants, au Salon de 1897, neuf dessins

## Publication
- Amours et Enfants, Paris, Renouard / H. Laurens, 1896 (OCLC 66484757)[10].